# Kerem Aktürkoğlu
Muhammed Kerem Aktürkoğlu (* 21. Oktober 1998 in İzmit) ist ein türkischer Fußballspieler. Aktürkoğlu steht seit September 2024 bei Benfica Lissabon unter Vertrag.

## Karriere

### Vereine
Aktürkoğlu begann seine Karriere in der Jugend von Gölcükspor. Nach zwei Jahren wechselte er zu Hisareynspor. 2014 wurde der Mittelfeldspieler von Istanbul Başakşehir FK verpflichtet. In seinem ersten und einzigem Jugendjahr für Başakşehir spielte Aktürkoğlu für die U17, U19 und U21.
Am 15. Juli 2015 unterschrieb er seinen ersten Profivertrag mit einer Laufzeit von drei Jahren. In der Saison 2015/16 kam er für die Erste Mannschaft nicht zum Einsatz. Zur Saison 2016/17 wurde Aktürkoğlu an den Viertligisten Bodrum Belediyesi Bodrumspor ausgeliehen. Dort kam er zu 26 Ligaspielen und erzielte vier Tore. Als Tabellenführer der Gruppe 2 der TFF 3. Lig wurde Aktürkoğlu Drittligameister.
Im Sommer 2019 folgte der Transfer zu Karacabey Belediyespor. Nach einer Spielzeit bei Karacabey ging Aktürkoğlu zu 24 Erzincanspor. In 30 Spielen erzielte der Mittelfeldspieler 20 Tore und hatte einen wichtigen Beitrag zum Play-off-Sieg Erzincanspors geleistet. Im September 2020 wechselte Aktürkoğlu zu Galatasaray Istanbul und unterschrieb einen Vierjahresvertrag. Sein erstes Spiel erfolgte in der Süper Lig am 23. November 2020 gegen Kayserispor. Aktürkoğlu wurde in der Nachspielzeit für Sofiane Feghouli eingewechselt. In der Ligabegegnung gegen Göztepe Izmir gelang Aktürkoğlu im Trikot von Galatasaray zum ersten Mal ein Hattrick. In der Saison 2022/23 wurde Aktürkoğlu zum ersten Mal türkischer Meister. Ihm gelangen elf Torvorlagen, welches der höchste Wert in der Liga war.
Nachdem Wilfried Zaha zu Galatasaray gewechselt war, verlor Kerem seine Lieblingsposition als Flügelstürmer an Zaha und Trainer Okan Buruk begann, ihn hinter Mauro Icardi zu positionieren. Kerems Leistung wurde jedoch indirekt dadurch beeinträchtigt, dass er auf dieser Position spielte und sich mit Dries Mertens abwechselte.
Am 8. August 2023 erzielte er sein erstes Saisontor beim 0:3-Auswärtssieg gegen NK Olimpija Ljubljana im Qualifikationsspiel der UEFA Champions League. Am 16. August erzielte Aktürkoğlu zwei Tore und gelang eine Vorlage beim 4:2-Heimsieg gegen Samsunspor. In seinen ersten 10 Pflichtspielen erzielte er insgesamt 4 Tore und gab 5 Vorlagen. Am 3. Oktober erzielte er sein erstes Tor in der UEFA-Champions-League-Gruppenphase beim 3:2-Auswärtssieg gegen Manchester United im Old Trafford. Beim Rückspiel am 29. November wurde er eingewechselt und erzielte ein Tor, das ein 3:3-Heimspiel gegen Manchester United sicherte. Das Tor wurde zum Tor der Woche des 5. Spieltags der UEFA Champions League nominiert und später ausgezeichnet.
Nach vier Jahren bei Galatasaray Istanbul wechselte der Flügelstürmer für eine Ablösesumme von 12 Millionen Euro mit einem Fünfjahresvertrag nach Portugal zu Benfica Lissabon.

### Nationalmannschaft
Kerem Aktürkoğlu spielte für die türkische U18 und U19. In beiden Auswahlmannschaften kam er zu je zwei Einsätzen. Aktürkoğlu wurde am 14. Mai 2021 von Nationaltrainer Şenol Güneş für den vorläufigen EM-Kader der Türkei nominiert. Am 27. Mai 2021 gab Aktürkoğlu sein Debüt im Freundschaftsspiel gegen Aserbaidschan. Er wurde zum Beginn der 2. Halbzeit für Cengiz Ünder eingewechselt. Er stand außerdem im türkischen Kader für die Fußball-Europameisterschaft 2021. Im WM-Qualifikationsspiel gegen Gibraltar am 13. November 2021 erzielte Aktürkoğlu sein zweites Länderspieltor und das 800. Tor der türkischen Fußballnationalmannschaft.
Am 7. Juni 2024 stand er in den 26-köpfigen türkischen Kader für die Fußball-Europameisterschaft 2024 berufen. Am 18. Juni erzielte er das dritte Tor der Türkei beim 3:1-Sieg gegen Georgien im Eröffnungsspiel der Türkei in der Fußball-EM 2024.
Am 9. September 2024 erzielte Aktürkoğlu seinen ersten internationalen Hattrick beim 3:1-Sieg gegen Island in der UEFA Nations League.

## Karrierestatistik
| Verein                 | Liga            | Saison          | Liga   | Liga | Nat. Pokal | Nat. Pokal | Ligapokal | Ligapokal | Europapokal | Europapokal | Andere | Andere | Gesamt | Gesamt |
| Verein                 | Liga            | Saison          | Spiele | Tore | Spiele     | Tore       | Spiele    | Tore      | Spiele      | Tore        | Spiele | Tore   | Spiele | Tore   |
| ---------------------- | --------------- | --------------- | ------ | ---- | ---------- | ---------- | --------- | --------- | ----------- | ----------- | ------ | ------ | ------ | ------ |
| BB Bodrumspor          | TFF 3. Lig      | 2016/17         | 27     | 4    | 1          | 0          | –         | –         | –           | –           | –      | –      | 28     | 4      |
| Karacabey Belediyespor | TFF 3. Lig      | 2018/19         | 34     | 3    | 1          | 0          | –         | –         | –           | –           | –      | –      | 35     | 3      |
| 24 Erzincanspor        | TFF 3. Lig      | 2019/20         | 30     | 20   | 4          | 0          | –         | –         | –           | –           | –      | –      | 34     | 20     |
| Galatasaray Istanbul   | Süper Lig       | 2020/21         | 27     | 6    | 2          | 0          | –         | –         | 0           | 0           | –      | –      | 29     | 6      |
| Galatasaray Istanbul   | Süper Lig       | 2021/22         | 37     | 10   | 1          | 0          | –         | –         | 14          | 3           | –      | –      | 52     | 13     |
| Galatasaray Istanbul   | Süper Lig       | 2022/23         | 34     | 9    | 4          | 1          | –         | –         | –           | –           | –      | –      | 38     | 10     |
| Galatasaray Istanbul   | Süper Lig       | 2023/24         | 37     | 12   | 2          | 0          | –         | –         | 14          | 3           | 1      | 0      | 54     | 15     |
| Galatasaray Istanbul   | Süper Lig       | 2024/25         | 3      | 2    | 0          | 0          | –         | –         | 2           | 0           | 1      | 0      | 6      | 2      |
| Gesamt                 | Gesamt          | Gesamt          | 138    | 39   | 9          | 1          | —         | —         | 30          | 6           | 2      | 0      | 179    | 46     |
| Benfica Lissabon       | Primeira Liga   | 2024/25         | 0      | 0    | 0          | 0          | 0         | 0         | 0           | 0           | –      | –      | 0      | 0      |
| Karriere Gesamt        | Karriere Gesamt | Karriere Gesamt | 229    | 66   | 15         | 1          | 0         | 0         | 30          | 6           | 2      | 0      | 276    | 73     |

* Stand: 3. September 2024 (Quellen: soccerway.com, transfermarkt.de)

## Erfolge
BB Bodrumspor
- TFF 3. Lig-Meister: 2017

24 Erzincanspor
- TFF 3. Lig-Play-off-Sieger: 2020

Galatasaray Istanbul
- Türkischer Meister: 2023, 2024
- Türkischer Supercupsieger: 2023